# Nina Canell

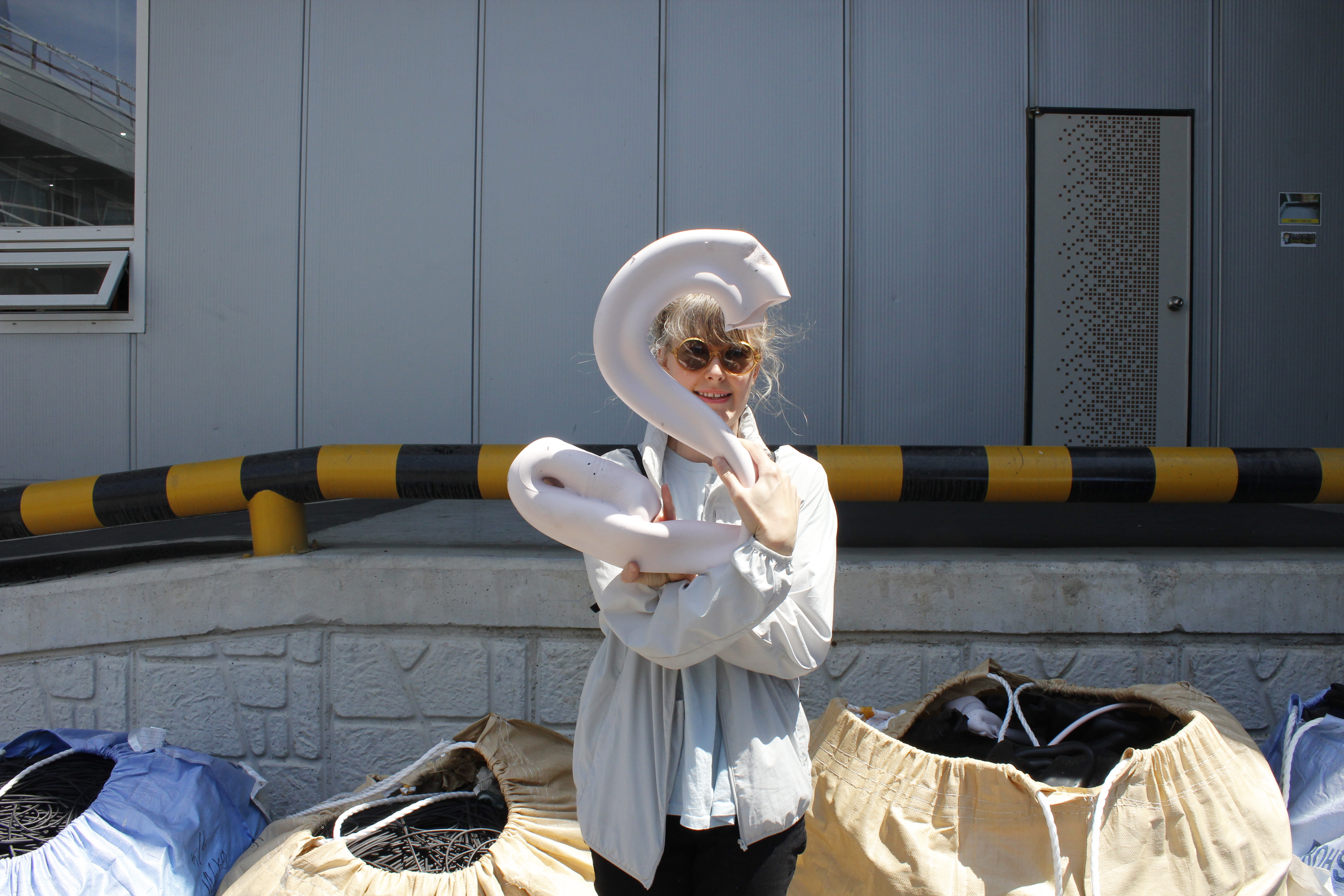
Nina Canell (2017)

Nina Canell (* 1979 in Växjö) ist eine schwedische Bildhauerin und Installationskünstlerin. Sie studierte am Dún Laoghaire Institute of Art, Design and Technology in Dublin, Irland. Zurzeit lebt und arbeitet sie in Berlin. Im Herbst 2024 wurde sie als Professorin an die Kunstakademie Düsseldorf berufen.

## Werk
Nina Canell interessiert sich für die physikalischen und chemischen Charakteristiken von Materialien und Fundstücken und für deren sinnbildliche und metaphorische Natur.
Sie stellt materielle und immaterielle Kräfte miteinander in Verbindung, indem sie zum Beispiel Objekte aus Holz, Kupfer, Kunststoff oder Glas erhitzt, befeuchtet, unter Strom setzt oder in elektromagnetische Felder platziert. Die Werke von Canell verkörpern eine Übergangsphase und stellen den Prozess und die Transformation in den Mittelpunkt: Die Objekte befinden sich entweder in der Installation im Prozess der Umwandlung oder bilden das Ergebnis eines schon abgeschlossenen Prozesses ab.
Canell arbeitet gerne mit einfachen Materialien und gebrauchten Gegenständen, wie verwitterten Holzbalken, Ästen und Melonenkernen, Bindfäden, Drähten und Elektrokabeln, Kupferrohren, Nägeln und Glasgefäßen.
Nina Canell arbeitet regelmäßig mit dem Künstler Robin Watkins zusammen.

## Einzelausstellungen (Auswahl)
- Nina Canell: Muscle Memory in der Kunsthalle Baden-Baden, 6. Juli – 20. Oktober 2019
- Nina Canell: Drag-Out in der 500 Capp Street Foundation, San Francisco, 22. Juni – 17. August 2019
- Nina Canell: Energy Budget in S.M.A.K, Gent, Belgien, 23. Juni – 2. September 2018
- Nina Canell im Kunstmuseum St. Gallen, Schweiz, 25. August – 25. November 2018
- Dolphin Dandelion, le Crédac, Centre d’art contemporain d’Ivry, Ivry-sur-Seine, 21. April – 25. Juni 2017
- Mid-Sentence at Moderna Museet, Stockholm, 27. September 2014 – 6. Januar, 2015
- Stray Warmings in Midway Contemporary Art, 15. Februar 2013 – 6. April 2013
- Lautlos mit Rolf Julius in der Nationalgalerie im Hamburger Bahnhof – Museum für Gegenwart, 30. November 2012 – 23. Juni 2013
- Into the Eyes Ends of Hair in Cubitt Gallery, 23. März 2012 – 4. Mai 2012
- Tendrils in der Douglas Hyde Gallery, 29. September 2012 – 14. November 2012
- Ode to Outer Ends in der Kunsthalle Fridericianum, 2011
- Nina Canell: To Let Stay Projecting As A Bit Of Branch On A Log By Not Chopping It Off im Museum Moderner Kunst Stiftung Ludwig Wien, 12. November 2010 – 30. Januar 2011
- Nina Canell: Five Kinds of Water im Kunstverein 19. September 2009 – 22. November 2009
- Nina Canell: The New Mineral im Neuer Aachener Kunstverein 31. Mai 2009 – 26. Juli 2009
- Nought to Sixty with Robin Watkins in Institute of Contemporary Arts London, 2009